# Chrysopodes (Chrysopodes) laevus
Chrysopodes (Chrysopodes) laevus is een insect uit de familie van de gaasvliegen (Chrysopidae), die tot de orde netvleugeligen (Neuroptera) behoort. 
Chrysopodes (Chrysopodes) laevus is voor het eerst wetenschappelijk beschreven door Navás in 1910.